# Nazım Pacha
Hussein Nazım Pacha, né en 1848 ou 1853 à Constantinople (Empire ottoman) et mort le 23 janvier 1913 dans la même ville, est un militaire et homme politique ottoman d'ascendance circassienne, chef de l'état-major lors de la Première Guerre balkanique.
Il est un partisan convaincu de la doctrine offensive française, développée par le militaire Ferdinand Foch, son instructeur à l'École spéciale militaire de Saint-Cyr, qui sera plus tard le commandant des forces alliées sur le front de l'Ouest lors de la Première Guerre mondiale.
Après sa nomination au poste de chef d'état-major, il fit des changements immédiats sur la doctrine militaire ottomane, qui était alors sous l'autorité de Colmar von der Goltz (Goltz Pacha), un officier allemand chargé de sa réorganisation. Sa tactique consistait, qu'en cas de guerre avec des États balkaniques, les forces du sultan resteraient sur la défensive, tant sur le Vardar, qu'en Thrace orientale.
Nazım Pacha abandonna la stratégie de Goltz, et, malgré des problèmes de mobilisation de l'armée (300 000 soldats sur 600 000 attendus), il développa un plan offensif audacieux sur les deux fronts. En effet, l'armée serbe étant, après sa défaite durant la guerre serbo-bulgare, considérée comme fragile, même par les occidentaux, il décida de les attaquer en premier afin de les neutraliser. Il attaquerait après le Royaume de Bulgarie, l'État le plus puissant dans l'alliance balkanique, depuis ses positions en Thrace et en Macédoine. En sous-estimant l'armée serbe, son plan fut mené à l'échec complet, ce qui engendra alors la défaite ottomane.

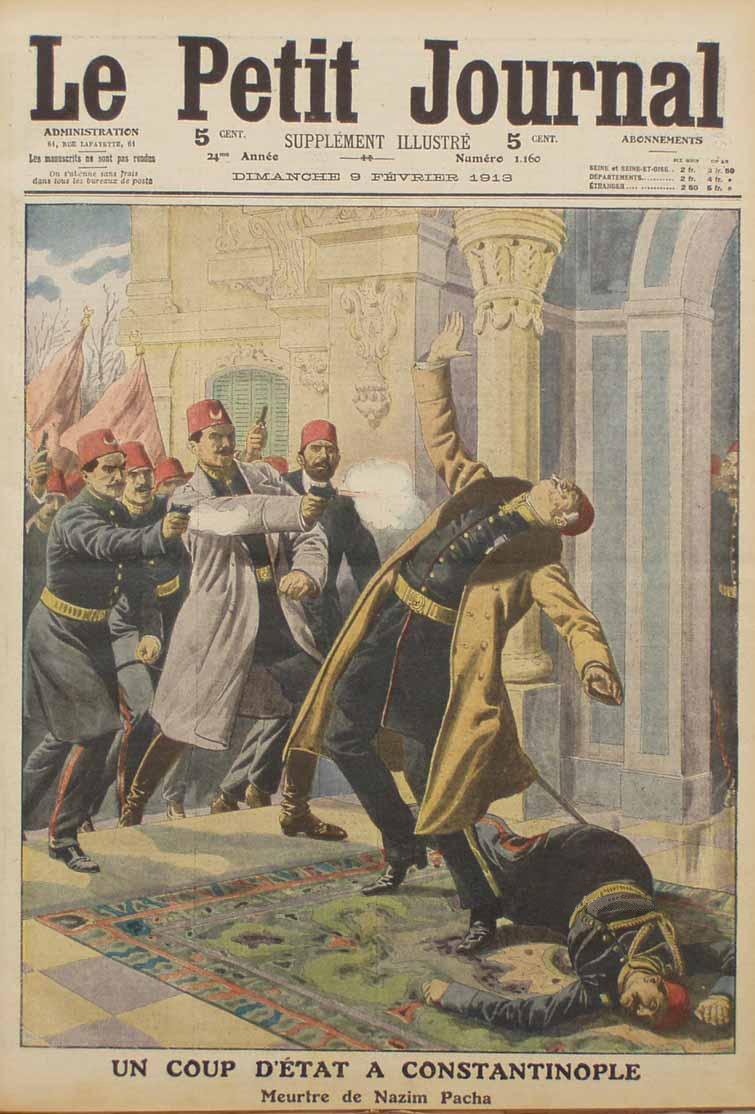

Il est assassiné par Yakoub Cemil (en) le 23 janvier 1913 lors du coup d'État ottoman (en). En représailles, un de ses parents vengea sa mort en tuant Mahmoud Chevket Pacha, le grand vizir issu du coup d'État, le 11 juin 1913.

## Sources
- (en) Cet article est partiellement ou en totalité issu de l’article de Wikipédia en anglais intitulé « Nazım Pasha » (voir la liste des auteurs).